# Акира (манга)
Акира (яп. アキラ) — научно-фантастическая манга, созданная Кацухиро Отомо. Изначально выпускалась в журнале Young Magazine с 1982 по 1990 года, а позже была издана в шести томах издательством Kodansha. В 1988 году по манге был снят одноимённый анимационный фильм, режиссёром которого выступил автор. Сюжет аниме был укорочен, но многие сцены и сеттинг были сохранены.
Рисунок манги был сочтен выдающимся и считается прорывом как для мангаки, так и для всей индустрии манги. Произведение стало одной из первых полностью переведённых на английский язык манг. Она издавалась под импринтом Epic Comics, принадлежащим Marvel Comics.
Аниме-фильм многими критиками считается одним из величайших анимационных и научно-фантастических произведений всех времен, так же как и важной вехой в истории японской анимации. Фильм оказал существенное влияние на популярную культуру по всему миру, расчистив путь для аниме и японской поп-культуры на Запад, а также повлияв на многие работы в индустрии анимации, комиксов, кино, музыки, телевидения и компьютерных играх.

## Сюжет
6 декабря 1982 года Токио был уничтожен ядерным взрывом, что привело к началу Третьей мировой войны. На руинах был построен новый город — Нео-Токио.
Через 38 лет, в 2019 году, Третья мировая война закончена. Титанический мегаполис Нео-Токио стоит на грани мятежа и революции. Консервативное правительство не желает понимать серьёзность ситуации и лишь разгоняет митинги и демонстрации.
В ходе разборок между подростковыми байкерскими группировками паренёк Тэцуо сталкивается, потеряв управление мотоциклом, со странным ребёнком, кожа которого сухая и синеватого цвета. Это был украденный членом антиправительственной группы один из подопытных детей-«мутантов», чьи невероятные способности уже долгое время тайно изучают учёные и военные. Неожиданно к месту аварии прилетают вертолёты и забирают с собой обоих. Тем временем военные обнаруживают, что из-за контакта с ребёнком в молодом байкере начали проявляться и с огромной скоростью расти практически не поддающиеся науке силы, которыми обладают изучаемые дети. Учёные и полковник Сикисима пытаются обуздать и контролировать Тэцуо, они страшатся, что катастрофа, стёршая с лица земли город Токио в 1982 году, повторится вновь. Ведь на деле та катастрофа произошла из-за одного из подопытных детей — мальчика по имени Акира, бывшего сильнее остальных и ныне заточенного под землёй в огромной стальной сфере, при температуре близкой к абсолютному нулю. И пробуждающиеся в Тэцуо силы очень напоминают способности Акиры.
Канэда, друг Тэцуо, и его команда в смятении, они не могут понять, по какой причине войска забрали парня с собой. Канэда объединяется с Кэй, девушкой-подростком, состоящей в антиправительственной террористической организации и старающейся освободить детей-«мутантов» из лабораторий. Тэцуо благодаря пробудившимся силам сбегает сам и обращает своё внимание на остатки лаборатории, занимавшейся исследованием «Акиры». Вокруг него собирается религиозный культ, поклоняющийся Акире.

## Персонажи
Кацухиро Отомо намеренно отказался от привычного для аниме способа различия персонажей с помощью осветления их волос и раскрашивания в разные цвета. Он старался изобразить героев как можно более похожими на японцев, что усложняет для зрителя возможность отличить одного героя от другого.
- Сётаро Канэда (яп. 金田 正太郎 Канэда Сё:таро:) — лидер байкерской банды и лучший друг Тэцуо ещё до школы, со времён детского приюта.
- Тэцуо Сима (яп. 島 鉄雄 Сима Тэцуо) — участник мотобанды, возглавляемой Канэдой, который приобрел невиданную силу и возможности подобные Акире. Дизайн Тэцуо заметно выбивается из общего ряда. Именно на его фигуре сосредоточена большая часть эмоциональной составляющей произведения[16]. Образ этого персонажа станет одним из вдохновивших режиссёра Синъя Цукамото на съёмки киберпанковой серии фильмов, начавшейся с «Тэцуо — железный человек» в 1989 году[17].
- Кэй (яп. ケイ) — девушка, которую встретил Канэда в полиции и выручил. Состоит в антиправительственной организации.
- Ямагата (яп. 山形) и Кай (яп. 甲斐) — члены той же байкерской банды, что и Канэда и Тэцуо.
- Каори (яп. カオリ) — девушка, которая дружит с Тэцуо.
- Полковник Сикисима (яп. 敷島 大佐 Сикисима тайса) — руководитель тайного проекта по исследованию детей-«мутантов».
- Киёко (яп. キヨコ), Такаси (яп. タカシ) и Масару (яп. マサル) — тройка детей-мутантов, изучаемых учёными. Носят номера 25, 26 и 27 соответственно.
- Акира (яп. アキラ) — ребёнок-«мутант», обладающий огромной энергией и сильнейшими парапсихическими и физическими возможностями. Номер 28.
- «Доктор» (яп. ドクター Докута:) — учёный и участник проекта по исследованию детей-«мутантов».
- Рю (яп. 竜 Рю:) — член антиправительственной организации.
- Нэдзу (яп. 根津) — член правительства, работающий на антиправительственную организацию.
- Хозяин бара — хозяин бара, в котором часто встречались участники мотобанды Канэды.
- Мияко (яп. ミヤコ) — руководитель культа Акиры.

## Манга
Манга начала издаваться в 1982 году в японском журнале Young Magazine и выходила до июля 1990 года. Полное собрание объёмом 2000 страниц было опубликовано в 6 томах японским издателем Kodansha. Впервые опубликована в США в 1988 году издательством Epic Comics (подразделение Marvel Comics). В России «Акира» была выпущена компанией XL Media.
Рисунок манги был признан выдающимся и считается прорывом как для мангаки, так и для всей индустрии манги.

## Аниме
Бюджет фильма составил порядка 10 млн долларов, что сделало его на тот момент самым дорогостоящим в производстве среди всех аниме. Премьера аниме состоялась 16 июля 1988 года. Сборы с показа фильма в кинотеатрах и продаж VHS по всему миру составили более 80 млн долларов.
«Акира» стал одним из произведений, вызвавших резкий рост интереса к аниме на Западе во многом благодаря высокой детализации кадров и сложному и интересному сюжету. Борис Иванов считает «Акиру» первым аниме с частотой 24 кадра в секунду (в 1980-е годы стандартной частотой было 8—12 кадров). Производство осуществлялось на широкоформатной 70-мм плёнке. Фильм действительно воспроизводится с 24 кадрами, но основная часть была снята с частотой 12 и 8 кадров в секунду. В процессе его создания широко применялись компьютерные спецэффекты. Техническое исполнение было на уровне игрового голливудского кино своего времени, аниме держало планку даже в сравнении с одним из своих идейных вдохновителей — «Бегущим по лезвию» Ридли Скотта.
Особенно отмечается дизайн города и его наполнения — улицы представлены не полупустыми, а наполненными прохожими и техникой. Гораздо слабее выполнен дизайн персонажей.

## Популярность и критика
Благодаря фильму «Акира» в начале 1990-х годов резко возрос интерес к аниме среди англоговорящей аудитории. Популярность фильма за рубежом была даже выше, чем в Японии. «Акира» вошёл в число наиболее известных в мире аниме-фильмов.
Критики и исследователи не раз отмечали схожесть между фильмами «Акира» и «Бегущий по лезвию». Впрочем, Джонатан Клементс и Хелен Маккарти уточнили, что в «Акире» тема киберпанка прослеживается не столь чётко. Они также упомянули наличие отсылок к реальным историческим событиям в Японии — деятельности «Отряда 731» и несостоявшимся Олимпийским играм, запланированным на 1940 год в Токио. Сьюзан Напьер утверждала, что именно «Акира» послужил началом «аниме-бума» в странах Запада. Робин Бреннер сравнила фильм с «культурной бомбой», которая привела к формированию устойчивой аудитории поклонников аниме и манги на территории США.

## Награды
В 1984 году манга была удостоена премии издательства Kodansha в категории Best General Manga.
Стив Олифф был удостоен премии Харви за раскрашивание манги в 1991 и 1992 годах. В 1990, 1992, 1993 и 1996 годах произведение получило премию Харви как «Лучшее американское издание иностранной работы».